# Гробник (Пићан)
Гробник (хрв. Grobnik, итал. Grobenico dei Carnelli) је насељено место у општини Пићан, Истарска жупанија, Хрватска.

## Историја
До територијалне реорганизације у Хрватској био је у саставу старе општине Лабин.

## Становништво
У попису становништва из 2011. године, Гробник је имао 15 становника.
| Број становника према пописима | Број становника према пописима | Број становника према пописима | Број становника према пописима | Број становника према пописима | Број становника према пописима | Број становника према пописима | Број становника према пописима | Број становника према пописима | Број становника према пописима | Број становника према пописима | Број становника према пописима | Број становника према пописима | Број становника према пописима | Број становника према пописима | Број становника према пописима |
| ------------------------------ | ------------------------------ | ------------------------------ | ------------------------------ | ------------------------------ | ------------------------------ | ------------------------------ | ------------------------------ | ------------------------------ | ------------------------------ | ------------------------------ | ------------------------------ | ------------------------------ | ------------------------------ | ------------------------------ | ------------------------------ |
| 1857                           | 1869                           | 1880                           | 1890                           | 1900                           | 1910                           | 1921                           | 1931                           | 1948                           | 1953                           | 1961                           | 1971                           | 1981                           | 1991                           | 2001                           | 2011                           |
| 172                            | 178                            | 132                            | 140                            | 142                            | 128                            | 0                              | 162                            | 101                            | 91                             | 70                             | 42                             | 32                             | 21                             | 17                             | 15                             |

Напомена: Године 1921. подаци су садржани у насељу Тупљак. Године 1857, 1869. и 1931. садржи део података за насеље Летај (Кршан).